# Hřbitov Petržalka
Hřbitov Petržalka se nachází v Bratislavě, v městské části Petržalka na Nábřežní ulici.
Řadí se mezi menší bratislavské hřbitovy, většina obyvatel Petržalky pohřbívá své zesnulé na jiných hřbitovech. Vznikl v 30. letech 20. století.
V roce 2010 městská samospráva a městské pohřebnictví Marianum realizovaly jeho rekonstrukci. Redukcí chodníků byly získány nové plochy na pohřbívání – 460 urnových míst, 1286 urnových míst ve zdi a 150 klasických hrobových míst.